# Office fédéral de l’informatique et de la télécommunication
L'Office fédéral de l'informatique et de la télécommunication (OFIT) est un office fédéral suisse, responsable de la plus grande partie de prestations informatiques de l'administration fédérale.
En tant que fournisseur de services standard, l'OFIT est actif dans les domaines des télécommunications, de l'internet, des solutions de gestion et de la sécurité opérationnelle pour l'ensemble de l'administration fédérale. Il est responsable de l'exploitation des centres de données et des applications spécialisées pour trois départements, de la gestion de plus de 50 000 postes de travail standardisés pour six départements et la Chancellerie fédérale, ainsi que de l'exploitation des réseaux de données et des infrastructures de télécommunication pour l'ensemble de l'administration fédérale.

## Organisations précédentes

### Centrale pour les questions d'organisation de l'administration fédérale (ZOB)
Après la forte croissance de l'administration fédérale pendant la Seconde Guerre mondiale, des efforts ont été entrepris dans l'immédiat après-guerre pour réduire la taille de l'administration. Dans ce contexte, outre une réduction des effectifs, d'autres mesures de rationalisation ont été introduites. En 1953, le Conseil fédéral a ainsi décidé de créer un service chargé de coordonner les efforts d'économie et de rationalisation au sein de l'administration fédérale. En 1954, l’Assemblée fédérale a finalement adopté une loi fédérale sur la création d'un Office central pour les questions d'organisation de l'administration fédérale, rattaché au Département des finances et des douanes et chargé d'examiner l'adéquation et l'efficacité de l'organisation et du fonctionnement de l'administration fédérale ainsi que les possibilités de la rendre plus économe. Le développement rapide de l'électronique dans le domaine des machines de bureau a incité le Conseil fédéral à prendre, le 16 décembre 1960, une décision élargissant le cahier des charges de la ZOB à la coordination de tous les efforts de l'administration fédérale dans le domaine de l'automatisation et créant, au sein de la ZOB, un service chargé de la coordination de l'automatisation. Jusqu'au début des années 1970, l'administration fédérale disposait de quatre centres de calcul généraux : le centre de calcul de l'administration fédérale, celui du DMF, celui de l'EPF Zurich et celui de l'EPF Lausanne. Outre les centres informatiques généraux, il n'existait encore en 1973 que quelques services décentralisés de traitement des données disposant de leurs propres équipements et de leur propre personnel, par exemple à l'Institut météorologique central de Zurich, à la Caisse centrale de compensation (CdC) de l'AVS à Genève, à l'Administration fédérale des contributions (AFC), à la Comptabilité et à la Caisse fédérale, à l'Administration fédérale des douanes, à l'Institut de recherche nucléaire ainsi qu'au centre de calcul de l'atelier de construction et de la fabrique de munitions à Thoune. Au total, les dépenses consacrées au matériel informatique dans l'administration fédérale ont augmenté rapidement, passant d'environ 10 millions de francs en 1963 à environ 30 millions en 1968, puis à environ 140 millions en 1973 et enfin à environ 214 millions en 1978

### Office fédéral de l'organisation (BFO)
Sur le plan organisationnel, le ZOB, créé en 1955, a été élevé au rang d'Office fédéral de l'organisation (BFO) en 1980, ses compétences dans le domaine informatique étant confirmées. La tâche correspondante dans la loi fédérale de 1980 était la suivante : « Encourage, coordonne et surveille le traitement automatique des données et assure la planification globale. » En outre, l'office fédéral a été habilité à édicter des directives techniques sur l'utilisation appropriée et économique des moyens de traitement automatique des données. L'acquisition et l'utilisation d'équipements de traitement automatique des données ainsi que les travaux de planification nécessaires à cet effet dans l'administration fédérale ont continué à être soumis à l'approbation de l'office fédéral.

### Office fédéral de l'informatique (BfI)
Dans le cadre du projet d'amélioration de l'efficacité EFFI-QM-BV, de nouvelles structures de direction ont été créées en 1990 au sein de l'administration fédérale, conformément aux principes de la nouvelle gestion publique (de l'anglais new public management NPM). Le principe de la séparation entre conseil et contrôle a également été appliqué, ce qui a conduit à la dissolution de l'OFI et à la création d'un nouvel office fédéral de l'informatique (OFIT). Cette nouvelle unité transversale était chargée de traiter les questions conceptuelles et techniques interdépartementales liées à l'informatique et assumait la responsabilité opérationnelle des applications informatiques interdépartementales. Elle avait également pour mission de soutenir et de conseiller les unités administratives de la Confédération dans le domaine de l'informatique et d'élaborer, en collaboration avec la Conférence informatique de la Confédération (CIC), des directives techniques sur l'utilisation de l'informatique (standards et normes). L'office fédéral développait également ses propres applications informatiques, mettait son infrastructure informatique à la disposition des unités administratives et accomplissait des tâches informatiques pour le compte d'autres offices. L'informatique fédérale s'est quant à elle consacrée à la technique. Sur les 172 employés que comptait initialement le service, environ 75 % travaillaient au « Centre de calcul de l'administration fédérale » (RZ BV). Les autres collaborateurs étaient chargés de la formation des utilisateurs, des prestations de services et de la planification. En 1999, leur nombre était passé à 230. Le directeur du BfI, Henri Garin, a dirigé l'office jusqu'à son transfert à l'Office fédéral de l'informatique et de la télécommunication en 1999. L'un de ses premiers projets a été la construction d'un nouveau bâtiment administratif central à Berne, pour un montant de 130 millions de francs. Jusqu'alors, le BfI était réparti sur quatre sites dans la ville de Berne, ce qui présentait divers inconvénients : les locaux de travail et certains équipements devaient être disponibles en plusieurs exemplaires, la gestion et la communication étaient difficiles et la situation périphérique des services informatiques entraînait des pertes de temps pour le transport des médias de stockage d'information et les travaux d'impression volumineux (à l'époque, le centre de calcul imprimait plus de 10 millions de pages par an). En outre, environ 5000 médias de stockage d'information étaient échangés chaque année avec d'autres installations informatiques de la Confédération, des cantons et du secteur privé. Dans le cadre des réformes du gouvernement et de l'administration menées dans la seconde moitié des années 1990, les domaines de l'informatique et de la communication ont également fait l'objet d'une analyse approfondie. Il est apparu que le développement rapide de la technologie, l'introduction quasi généralisée de l'informatique en peu de temps, ainsi que la situation tendue sur le marché du travail pour les informaticiens, même en période de récession, avaient conduit à un développement non coordonné. La direction et le pilotage ont toutefois été identifiés comme les principales faiblesses du domaine informatique de l'administration fédérale. En 2000, le Conseil fédéral a donc décidé de réorganiser l'informatique fédérale au moyen de l'ordonnance et des directives sur l'informatique et les télécommunications dans l'administration fédérale (OIAF et OITAF),. Trois rôles principaux ont été définis : le Conseil informatique de la Confédération (CIC), composé de représentants des départements et de la Chancellerie fédérale, devait assumer la responsabilité stratégique globale de l'informatique de l'administration fédérale en tant qu'organe d'état-major, de planification et de coordination. Tous les départements, la Chancellerie fédérale et les unités administratives qui recouraient à des prestations informatiques étaient désignés comme destinataires de prestations (DP). Les prestations informatiques étaient fournies par les fournisseurs de prestations (FP), qui mettaient à disposition l'infrastructure informatique, développaient des solutions et assuraient le support. Il ne pouvait y avoir plus d'un fournisseurs de services par département, ce qui signifiait de facto une centralisation des services informatiques au niveau départemental. L'ordonnance autorisait toutefois les départements à poursuivre la centralisation en regroupant les fournisseurs de services départementaux au sein d'unités supradépartementales. En plus de cette organisation, il a été décidé que certaines prestations transversales, à déterminer par le Conseil informatique de la Confédération (CIC), seraient fournies de manière centralisée pour tous les départements par le nouvel Office fédéral de l'informatique et de la télécommunication (OFIT), issu de l'ancien Office fédéral de l'informatique. Il s'agissait notamment de la communication civile de données et de la communication vocale (télécommunications, Internet et intranet), des applications transversales, des services informatiques dits globaux tels que le conseil, la conception, l'exploitation et le support, l'organisation de cours, la garantie de l'interopérabilité et la prévention des catastrophes. L'OFIT pouvait toutefois également servir de LE pour certains départements, ce qui a d'abord été le cas pour son département d'attache, le DFF, puis pour la Chancellerie fédérale, avant d'être étendu à d'autres départements. Outre la réorganisation et la restructuration, les centres de calcul ont été regroupés, un centre de compétences SAP et un service de développement d'applications ont été créés, et l'automatisation de la capture des données et la mise en place de services de télécommunication à l'échelle nationale, avec raccordement des cantons et des ambassades à l'étranger, ont été poursuivies.

## Directeurs de l'office

### Marius Redli (1999-2011)
L'OFIT a été fondé le 1er juillet 1999 Le premier directeur était Marius Redli (* 3 avril 1950 ; † 6 septembre 2021), ingénieur diplômé de l'École polytechnique fédérale de Zurich, qui avait occupé les fonctions de vice-directeur du département principal Exploitation et communication des données de l'organisation précédente de 1992 à 1994, puis celles de directeur adjoint de 1994 à 1999. Le projet NOVE-IT (2000-2004), a permis de restructurer l'ensemble du système informatique de l'administration fédérale. Il prévoyait d'une part la séparation entre les destinataires de prestations (DP) et les fournisseurs de prestations (FP) et, d'autre part, le transfert à l'OFIT de tâches transversales telles que les télécommunications, la formation informatique, les centres de compétences pour Internet et SAP, la sécurité opérationnelle, etc. qui devaient être assurées pour l'ensemble de l'administration fédérale. Ainsi, la fourniture de prestations informatiques et de télécommunication (TIC) pour le DFF et la Chancellerie fédérale a été consolidée, les cinq centres de calcul existants de l'OFIT, de l'AFF, de l'Administration fédérale des contributions (AFC), de l'AFD et de la Centrale de compensation (CdC) ont été regroupés, les infrastructures ont été harmonisées et les collaborateurs ont été intégrés à l'OFIT. Au début des années 2000, l'administration fédérale souffrait d'une pénurie d'informaticiens. En 2003, l’OFIT a repris la fourniture de prestations pour le DETEC, puis en 2007 pour le DFI, ainsi que l'automatisation des bureaux du DFJP. Plus tard, la Caisse fédérale de pensions (Publica), le Tribunal pénal fédéral à Bellinzone, le Tribunal administratif fédéral à Saint-Gall, Swissmedic et l'Office fédéral du sport sont devenus clients de l’OFIT. Ces étapes ont été accompagnées de l'intégration des collaborateurs repris dans l’OFIT, de l'adaptation de l'organisation, des processus de gestion et de la culture, ainsi que de l'harmonisation de l'infrastructure et de l'exploitation des économies d'échelle réalisées pour accroître la rentabilité. Depuis sa création, l’OFIT est passé de 230 à 1200 collaborateurs. Depuis 2003, l'OFIT est soumis à la concurrence de tiers et, depuis 2007, il est géré comme un service d'organe de gestion (SOG) avec mandat de prestations du Conseil fédéral et budget global (plus de 440 millions de francs en 2010). et géré avec un mandat de prestations du Conseil fédéral et un budget global (plus de 440 millions de francs en 2010). En 2010, Marius Redli a annoncé qu'il quittait ses fonctions après 12 ans passés à la tête de l’OFIT, qu'il a fait devenir l'une des cinq plus grandes entreprises de services informatiques de Suisse.

### Giovanni Conti (2011-2019)
En 2011, le Conseil fédéral a nommé Giovanni Conti pour succéder à Marius Redli. Au bout de six mois seulement, Conti a lancé un projet de réorganisation visant les 1100 collaborateurs internes et 400 collaborateurs externes, dont l'objectif était de recentrer l'entreprise sur la clientèle et d'améliorer la cohérence entre les quatre divisions historiques. En novembre 2011, Conti a mis fin au projet « Gever Office », développé en collaboration avec Microsoft, qui avait coûté plusieurs millions de francs jusqu'alors. En raison de divergences d'opinion concernant l'évolution future de l’OFIT, le contrat de travail avec Conti a été résilié à la mi-juin 2019,.

### Dirk Lindemann (à partir de 2019)
En juin 2019, le Conseil fédéral a décidé de confier la direction de l'OFIT à titre intérimaire à Dirk Lindemann,. Lindemann était membre de la direction depuis janvier 2013 et, depuis juillet 2015, vice-directeur et chef de la division principale Ressources de l'Administration fédérale des contributions (AFC). Dans le cadre de ses fonctions précédentes en tant que chef de projet externe, pour le projet informatique Insieme, qui a finalement échoué, Lindemann et Conti se sont affrontés en raison de conflits entre l'AFC et l’OFIT. Dans le cadre du programme «midar» (mot rhéto-romanche signifiant « changer », « bouger »), les premières mesures visant à rendre l’OFIT plus agile ont été prises, notamment la réduction de la direction de huit à cinq divisions principales. En développant en quelques semaines le certificat COVID suisse compatible avec l'UE, l'OFIT a acquis une large reconnaissance, car il a permis aux citoyens suisses de voyager à l'étranger pendant la période des vacances. Les programmes GEVER, DaziT, SUPERB, Container Application Environement (CAE) avec Red Hat OpenShift, l’identification électronique, Swiss Government Cloud (SGC) et l'introduction de Microsoft 365 dans l'administration fédérale constituent d'autres projets clés de l'OFIT. Une fois la transformation en une organisation agile achevée, l’OFIT doit désormais se consacrer à la numérisation systématique des processus, depuis l’interface client jusqu’à la facturation entièrement automatisée des prestations, en passant par la fourniture des prestations. Dans le cadre du projet RUVER (mot rhéto-romanche signifiant « chêne »), 340 collaborateurs et 500 applications spécialisées de l’ancien prestataire de services Base d’aide au commandement (BAC) ont été intégrés à l’OFIT en 2023. En 2024, l’OFIT a fêté ses 50 ans d'adhésion à l'association swissICT et ses 25 ans d'existence.

## Organisation
L’OFIT est divisé en cinq divisions principales : Business Solutions (BS), Platform Services (PS), Defence Platform (DP), Domestic Services (DO) et Strategy & Resources (SR). Les dispositions organisationnelles sont consignées dans le règlement sur l'organisation (ROrg) de l'OFIT et mises à jour si nécessaire.

## Bases juridiques
- « Ordonnance sur les services numériques et la transformation numérique dans l’administration fédérale (Ordonnance sur la numérisation, ONum) du 2 avril 2025 », sur Fedlex (consulté le 11 juillet 2025).
- « 172.215.1 Ordonnance sur l’organisation du Département fédéral des finances (Org DFF) », sur Fedlex (consulté le 5 juillet 2025).

## Certification
L’OFIT a été certifié début mars 2021 par l’Association Suisse pour Systèmes de Qualité et Management (SQS) conformément à la norme ISO/CEI 27001:2013, puis recertifié à plusieurs reprises.

## Sites

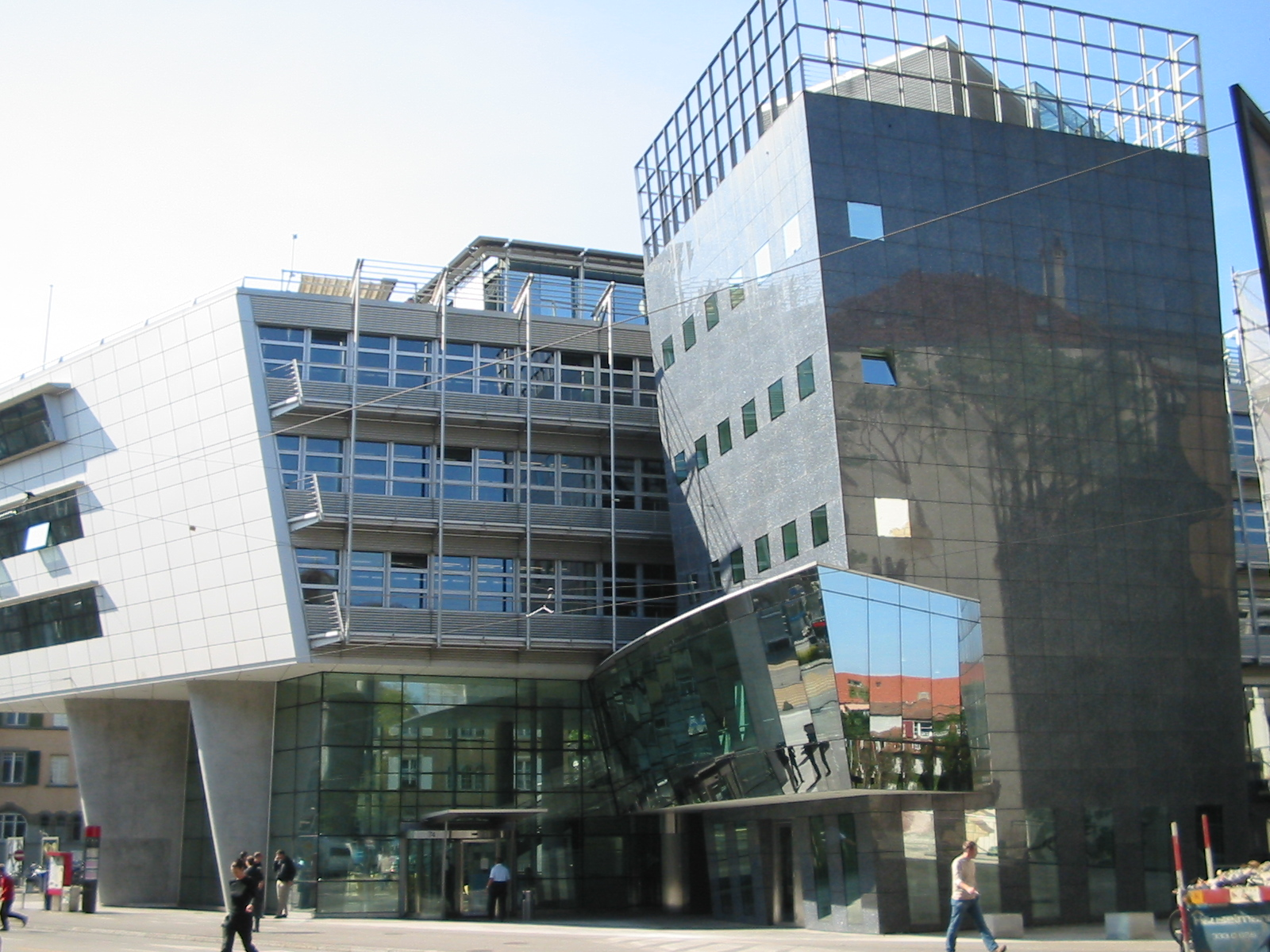
Ancien bâtiment "Titanic II" dans le quartier Monbijou à Berne

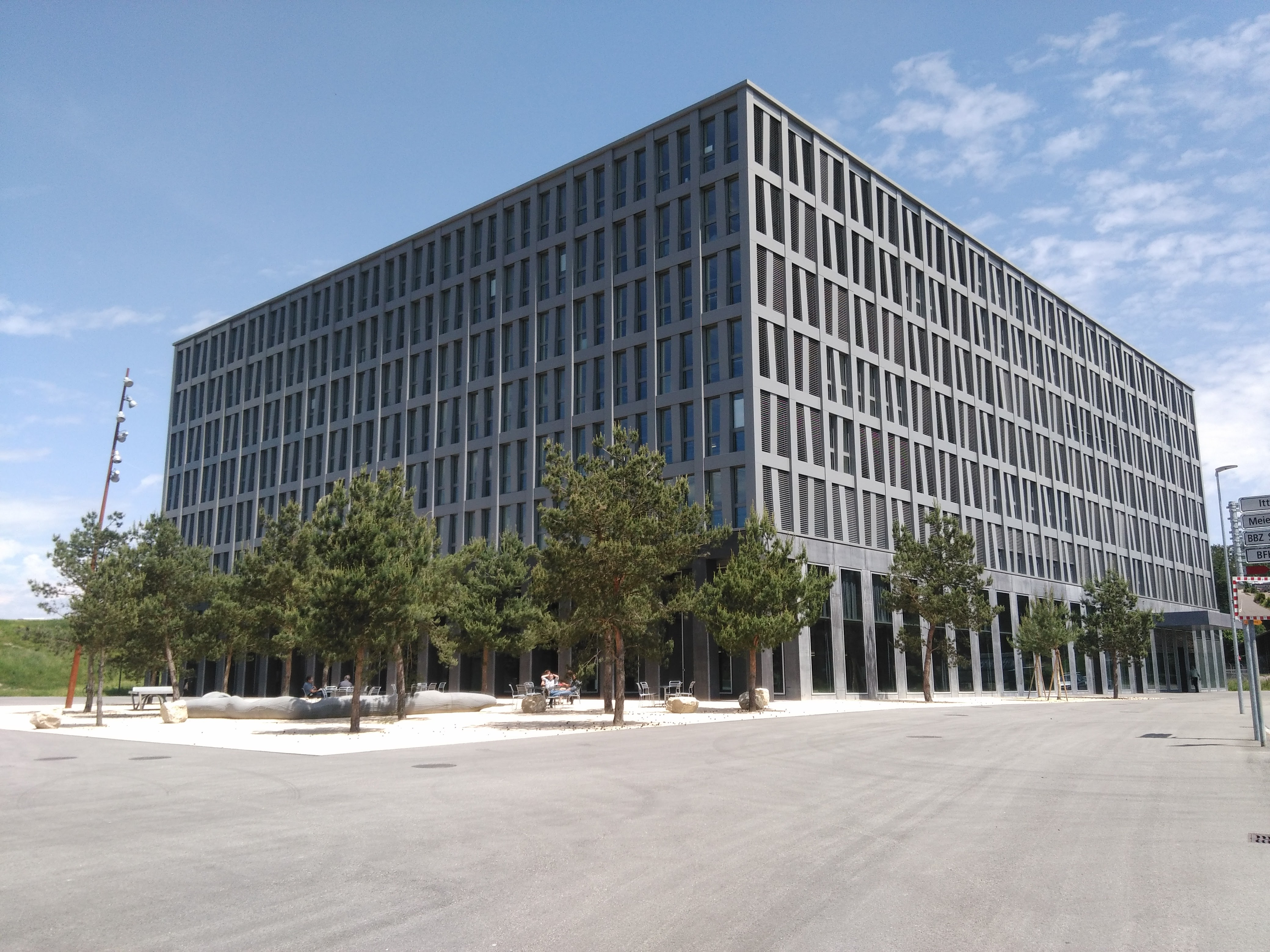
Eichenweg 1 à Zollikofen (2015)

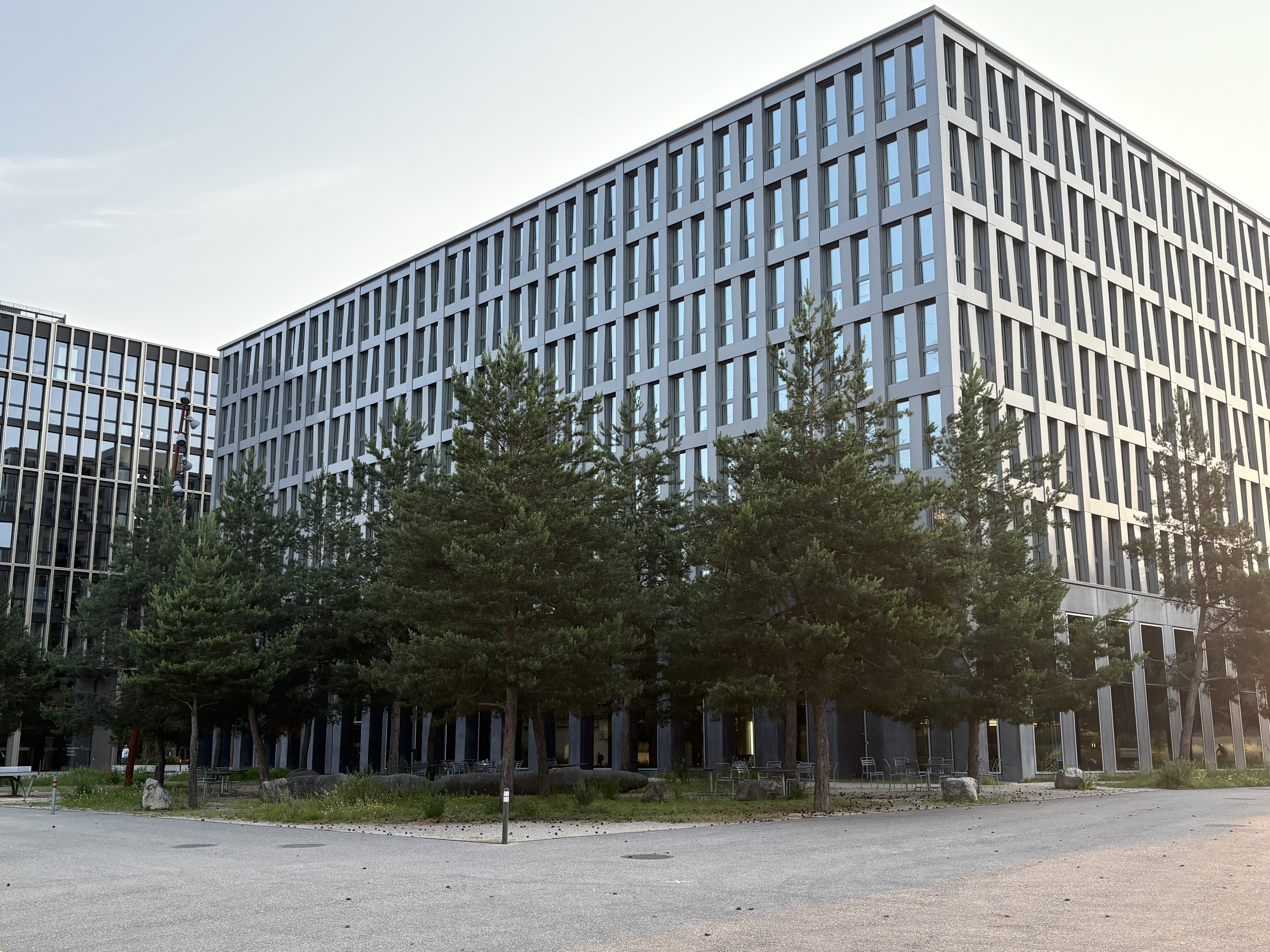
Eichenweg 1–3 à Zollikofen (2025)

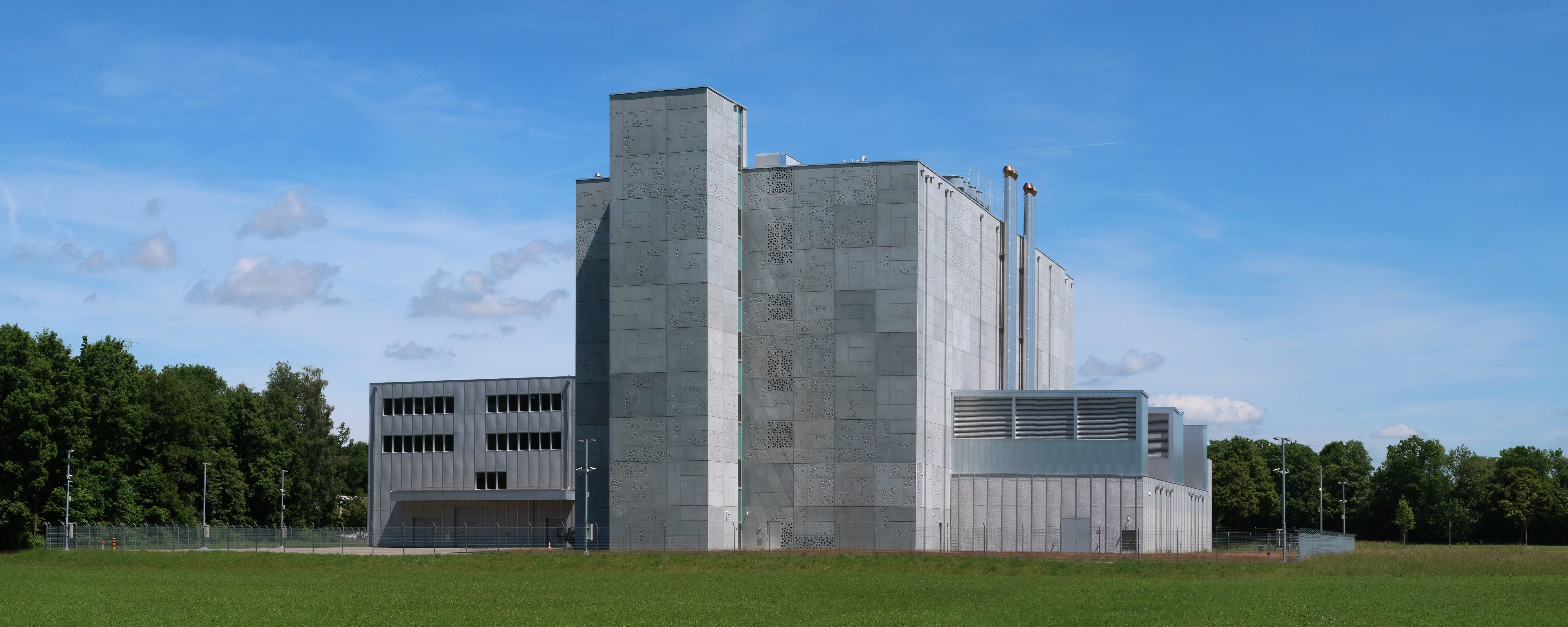
Centre de données CAMPUS à Frauenfeld (2022)

L’OFIT avait son siège dans la ville de Berne, dans le bâtiment administratif connu sous le nom de « Titanic II », situé dans le quartier Monbijou de Berne. Depuis 2021, le siège de l’OFIT se trouve sur le campus Meielen à Zollikofen, Eichenweg 1 et Eichenweg 3. L’OFIT disposait auparavant de sept sites externes, dont un centre de calcul. Outre quatre autres sites dans la ville de Berne, il avait une succursale à Köniz et une autre à Genève. Les nouveaux bâtiments construits à Zollikofen ont permis de réduire le nombre de sites à un seul, comprenant deux bâtiments. Depuis le 2 mars 2020, l'OFIT exploite la partie civile du centre de calcul de Frauenfeld (centre de calcul de la Confédération), qui est géré conjointement avec le DDPS. Le bâtiment a été construit par Armasuisse. L'OFIT exploite notamment les serveurs du DFJP dans ce nouveau centre de calcul.